# Sepp Kahn
Sepp Kahn (* 8. April 1952 in Itter; † 9. Oktober 2024 ebenda) war ein österreichischer Schriftsteller.

## Leben und Werk
Sepp Kahn war Bauer in Itter, ehe er seinen Hof „rechtzeitig“ an seine Kinder übergeben hat. Das Motiv der rechtzeitigen Hofübergabe zieht sich durch das literarische Schaffen des Autors. Seine jahrzehntelangen Almsommer mit autarker Lebensführung prägten seinen Schreibstil, den er selbst manchmal „handgemacht“ nannte.
Sepp Kahn galt als Vertreter der ironisch-bäuerlichen Literatur, die Protagonisten spielen nur scheinbar naive Typen, die es aber sprichwörtlich faustdick hinter den Ohren haben.
In seinen Anekdoten und Kalendergeschichten zeigte sich oft die Zerrissenheit der Idylle. Zwar sind die dargebotenen Bilder in ihren Motiven kompakt, in der Größenordnung sind sie oft aus dem Ruder gelaufen. Der scheinbar robuste Bergbauer rennt gegen Amtswände und Zäune des Fremdenverkehrs, wenn er ins Tal hinunterkommt.
In der Erzählung Drei Bauern auf Wallfahrt versuchen drei Altbauern wie seinerzeit in der Kindheit eine Wallfahrt durch Tirol zu bewerkstelligen. Sie müssen aber aufgeben, weil das Land völlig betoniert und versiegelt ist und keine Fußmärsche mehr zulässt.
Kahn war verheiratet und Vater von fünf Kindern. Er starb am 9. Oktober 2024 im Alter von 72 Jahren nach schwerer Krankheit.

## Publikationen
- A scheas Fleckö. Mundartgedichte. Eigenverlag,  Itter 1989.
- Almsommer. Aus dem Tagebuch eines Senners. Eigenverlag, Itter 1991.
- Heiles Land. Roman. Berenkamp-Verlag, Schwaz 1994.
- Der ganz normale Fernsehabend und andere Kurzgeschichten. Berenkamp-Verlag, Schwaz 1995.
- Der Hase auf dem Sessellift. Erzählung. Berenkamp-Verlag, Hall 1999.
- Almtagebuch. Heiteres und Kritisches zu Almleben, EU und Weltgeschehen. Handgeschrieben. Berenkamp-Verlag, Innsbruck 2004.
- Der Birnbaum schweigt. Kriminalroman. Berenkamp-Verlag, Innsbruck-Wien 2007.
- In Ewigkeit Amen. Wie nah das Böse sitzt. Kriminalroman. Berenkamp-Verlag, Wattens 2012.
- Ein Bauer auf Kur und andere Kurzgeschichten. Berenkamp-Verlag, Wattens-Wien 2014.
- Drei Bauern auf Wallfahrt und andere Kurzgeschichten. Berenkamp-Verlag, Wattens-Wien 2016.